# Pandanus rabaulensis
Pandanus rabaulensis är en enhjärtbladig växtart som beskrevs av Harold St.John. Pandanus rabaulensis ingår i släktet Pandanus och familjen Pandanaceae. Inga underarter finns listade.